# イタリア気象局
イタリア気象局（イタリアきしょうきょく、正式名称：Servizio Meteorologico dell'Aeronautica Militare＝空軍気象部）はイタリア空軍に属する組織であり、イタリアの国家気象機関でもある。軍および一般公衆向けに天気予報などのサービスを行っている。

## 組織
他の多くの国の国家気象機関とは異なり、歴史的な経緯によりイタリアの国家気象機関は軍の組織となっている。文官と武官の気象組織を個別に作る必要がなくなるが、軍の活動が優先されるため、純粋に文官の組織と比べると、民間向けサービスや国際協力の面で難点がある。
イタリア放送協会ではイタリア気象局と契約しているため、天気予報では軍服姿の士官が登場する姿が見受けられる。日本のような気象予報士の制度は存在しないが民間気象会社は存在しており、民間テレビ局などが契約しているものの、軍民どちらも的中率は日本ほどで高くないため不満もあるという。気象予報に関してはドイツ気象局の影響が強いという。
空軍気象部は、ローマにある空軍参謀本部に属しており、企画立案および世界気象機関を通じた国際協力を促進する政策について責任を負っている。
空軍気象部の本部はローマ近郊のプラティカ・ディ・マーレ空軍基地に置かれている。ここから解析と予報の結果が軍、民間航空、航海、民間防衛組織、その他の政府機関やユーザー、マスメディアに対して配信される。
支部は以下の三種類がある：
- ミラノ・リナーテ空港（北イタリア地域センター）：陸軍山岳部隊司令部（COMALP）および森林警備隊（現在はカラビニエリ隷下の森林・環境・農業保護隊）と連携した雪崩などの山岳気象サービス「メテオモント（イタリア語版、英語版）」。

- ローマ近郊のヴィーニャ・ディ・ヴァッレ（イタリア語版）：品質保証、証明、検定、試験、研究、海外軍事作戦のための機動気象観測、41箇所での気候観測。

- 有人観測点84地点および自動観測点110地点が本部にデータを伝送する。それに加えて、農業・食料主権・森林省（イタリア語版、英語版）の特殊気象部門がある。